# Weygoldtia consonensis
Espèce
Weygoldtia consonensis est une espèce d'amblypyges de la famille des Charinidae.

## Distribution
Cette espèce est endémique de la province de Bà Rịa-Vũng Tàu au Viêt Nam. Elle se rencontre sur Côn Son.

## Description
La carapace de la femelle holotype mesure 4,05 mm de long sur 6,13 mm et celle des mâles paratypes 3,81 sur 5,63 et 3,92 mm sur 6,00 mm.

## Étymologie
Son nom d'espèce, composé de conson et du suffixe latin -ensis, « qui vit dans, qui habite », lui a été donné en référence au lieu de sa découverte, Côn Son.

## Publication originale
- Miranda, Giupponi, Prendini & Scharff, 2021 : « Systematic revision of the pantropical whip spider family Charinidae Quintero, 1986 (Arachnida, Amblypygi). » European Journal of Taxonomy, no 772, p. 1–409 (texte intégral).